# Assi Azar
Assi Azar (hébreu : אסי עזר ; né le 10 juin 1979) est un animateur de télévision israélien. Il présente Big Brother - Israël avec Erez Tal jusqu'en 2015 and The Next Star avec Rotem Sela. C'est également le créateur de la série télévisée humoristique Beauty and the Baker. En 2019, il présente le Concours Eurovision de la chanson à Tel Aviv.

## Biographie
Azar est né à Holon, en Israël. Il est d'origine boukharane juive et yéménite juive. En 2005, Azar annonce publiquement son homosexualité,. Peu de temps après, il commence le tournage du film documentaire, Mom and Dad: I Have Something to Tell You (Maman, Papa: j'ai quelque chose à vous dire).
Le 11 avril 2016, Azar il épouse son conjoint espagnol Albert Escolà Benet lors d'une cérémonie à Barcelone.
Azar est un défenseur des droits LGBT. En 2009, il a été classé parmi les 100 personnes homosexuelles les plus influentes au monde par OUT Magazine.
Le 25 janvier 2019, il est annoncé par l'UER et la chaîne KAN qu'Assi Azar présentera l'édition 2019 du Concours Eurovision de la chanson, en compagnie de Bar Refaeli, Erez Tal et Lucy Ayoub.